# Prix littéraires 2011
Liste des prix littéraires décernés au cours de l'année 2011 :

## Prix internationaux
- Prix Nobel de littérature : Tomas Tranströmer (Suède)[1]
- Prix européen de littérature : Drago Jančar (Slovénie)
- Prix Jean-Arp de littérature francophone : Valère Novarina
- Prix des cinq continents de la francophonie : Jocelyne Saucier (Canada) pour Il pleuvait des oiseaux
- Prix SACD de la dramaturgie francophone :  Michel Marc Bouchard (Canada) pour Tom à la ferme
- Grand prix de littérature du Conseil nordique : Gyrðir Elíasson (Islande) pour Entre les arbres
- Grand prix Afrique : Léonora Miano (Cameroun) pour l'ensemble de son œuvre. Mention spéciale : Sonia Euzenot-Le Moigne pour Sony Labou Tansi, La Subjectivation du lecteur dans l'œuvre romanesque.
- Prix international Booker : Philip Roth (États-Unis)
- Prix littéraire international de Dublin : Colum McCann (Irlande) pour Let the Great World Spin (Et que le vaste monde poursuive sa course folle)
- Prix littéraire des Caraïbes : Emmanuel Goujon (d)  (France) pour L'imperméable
- Prix Carbet de la Caraïbe et du Tout-Monde :  Leonardo Padura (Cuba) pour L'homme qui aimait les chiens
- Prix Tropiques : François Emmanuel (Belgique) pour Jours de tremblement

## Allemagne
- prix Heinrich-Böll : Ulrich Peltzer
- Prix Georg-Büchner : Friedrich Christian Delius
- Prix Friedrich-Hölderlin : Arno Geiger

## Belgique
- Prix Victor Rossel : Si tu passes la rivière de Geneviève Damas
- Prix Victor Rossel des jeunes : La Reine Alice de Lydia Flem
- Prix Marcel Thiry : Autres Séjours de Jean-Claude Pirotte

## Canada
- Grand prix littéraire Archambault : Kim Thúy pour Ru
- Grand prix du livre de Montréal : Élise Turcotte pour Guyana
- Prix Athanase-David : Joël Des Rosiers
- Prix du Gouverneur général :
  - Catégorie « Romans et nouvelles de langue anglaise » : Patrick deWitt pour The Sisters Brothers (Les Frères Sisters)
  - Catégorie « Romans et nouvelles de langue française » : Perrine Leblanc pour L'homme blanc
  - Catégorie « Poésie de langue anglaise » : Phil Hall (en) pour Killdeer
  - Catégorie « Poésie de langue française » : Louise Dupré pour Plus haut que les flammes
  - Catégorie « Théâtre de langue anglaise » : Erin Shields (en) pour If We Were Birds
  - Catégorie « Théâtre de langue française » : Normand Chaurette pour Ce qui meurt en dernier
  - Catégorie « Études et essais de langue anglaise » : Charles Foran (en) pour Mordecai: The Life & Times
  - Catégorie « Études et essais de langue française » : Georges Leroux pour Wanderer : essai sur le Voyage d’hiver de Franz Schubert
- Prix Giller : Esi Edugyan pour Half-Blood Blues (3 minutes 33 secondes)
- Prix littéraire France-Québec : Lucie Lachapelle pour Rivière Mekiskan
- Prix littéraire Québec-France Marie-Claire-Blais : Terre des affranchis de Liliana Lazar
- Prix Robert-Cliche : Ryad Assani-Razaki pour La Main d'Iman

## Chine
- Prix littéraire Mao-Dun : En un mot comme en mille de Liu Zhenyun

## Corée du Sud
- Prix de l'Association des poètes coréens : Heoh Yeong-man pour 그늘이라는 말
- Prix Daesan
  - Catégorie « Poésie » : Shin Dal-ja pour Papier
  - Catégorie « Roman » : Lim Chul-woo pour La Vallée de la séparation
  - Catégorie « Drame » : Chieon Choi
  - Catégorie « Critique » : Moowoong Yeom
  - Catégorie « Traduction » : Heidi Kang et Sohyun Ahn pour Schwertgesang de Hoon Kim.
- Prix Dong-in : Pyun Hye-young pour Evening Courtship
- Prix de littérature contemporaine (Hyundae Munhak)
  - Catégorie « Poésie » : Jin Eun-yeong pour 그 머나먼
  - Catégorie « Roman » : Jeon Gyeong-rin pour 강변마을
- Prix Gongcho : Chung Ho-sung pour 나는 아직 낙산사에 가지 못한다
- Prix Hwang Sun-won : Yoon Sunghee pour 부메랑
- Prix Jeong Ji-yong : Mun Hyo-chi pour 왕인의 수염
- Prix Kim Soo-young : Seo Hyo-in pour 백 년 동안의 세계대전
- Prix Manhae : Mo Yan et Lee Keun-bae, catégorie « Littérature »
- Prix Midang : Yi Young-gwang pour 저녁은 모든 희망을
- Prix Park Kyung-ni : Choi In-hun
- Prix Poésie contemporaine : Jo Yeon-ho pour 풍등처럼 날다
- Prix de poésie Sowol : Bae Han-bong pour 복사꽃 아래 천년
- Prix Yi Sang : Gong Ji-young pour Flânez dans les ruelles pieds nus

## Espagne
- Prix Cervantes : Nicanor Parra
- Prix Prince des Asturies : Leonard Cohen
- Prix Nadal : Alicia Giménez Bartlett, pour Donde nadie te encuentre
- Prix Planeta : Javier Moro, pour El imperio eres tú
- Prix national des lettres espagnoles : José Luis Sampedro
- Prix national de littérature narrative : Marcos Giralt Torrente (es), pour Tiempo de vida
- Prix national de poésie : Francisca Aguirre, pour Historia de una anatomía
- Prix national de la jeune poésie : Laura Casielles (es), pour Los idiomas comunes
- Prix national de l'essai : Joan Fontcuberta, pour La cámara de Pandora: la fotografí@ después de la fotografía
- Prix national de littérature dramatique : José Ramón Fernández, pour La colmena científica o el café de Negrín
- Prix national de littérature d'enfance et de jeunesse : Maite Carranza, pour Palabras envenenadas
- Prix Adonáis de poésie : Jesús Francisco Bernal Castell (es), pour Hombre en la niebla
- Prix Anagrama : Vicente Serrano, pour La herida de Spinoza. Felicidad y política en la vida posmoderna
- Prix Loewe : Álvaro García, pour Canción en blanco
- Prix de la nouvelle courte Casino Mieres : Virginia C. Aguilera, pour Helena Kín
- Prix d'honneur des lettres catalanes : Albert Manent (en) (philologue, historien et écrivain)
- Prix national de littérature de la Generalitat de Catalogne :
- Journée des lettres galiciennes : Lois Pereiro
- Prix de la critique Serra d'Or :
  - Anna Esteve, pour El dietarisme entre dos segles (1970-2000), étude littéraire.
  - Miquel Pairolí i Sarrà (ca), pour Octubre, biographie/mémoire.
  - Julià de Jòdar i Muñoz, pour La pastoral catalana, roman.
  - Miquel Bezares (ca), pour L'espiga del buit, recueil de poésie.
  - Enric Casasses, pour la traduction de El gobelet de Daus, de Max Jacob.

## États-Unis
- National Book Awards :
  - Catégorie « Fiction » : Jesmyn Ward pour Salvage the Bones (Bois Sauvage)
  - Catégorie « Essais» : Stephen Greenblatt pour The Swerve: How the World Became Modern (Quattrocento)
  - Catégorie « Poésie » : Nikky Finney pour Head Off & Split: Poems
- Prix Agatha :
  - Catégorie « Meilleur roman » : Louise Penny, pour Bury Your Dead
  - Catégorie « Meilleure nouvelle » :
- Prix Hugo :
  - Prix Hugo du meilleur roman : Black-out / All Clear (Blackout/All Clear) par Connie Willis
  - Prix Hugo du meilleur roman court : Le Cycle de vie des objets logiciels (The Lifecycle of Software Objects) par Ted Chiang
  - Prix Hugo de la meilleure nouvelle longue : The Emperor of Mars par Allen M. Steele
  - Prix Hugo de la meilleure nouvelle courte : For Want of a Nail par Mary Robinette Kowal
- Prix Locus :
  - Prix Locus du meilleur roman de science-fiction : Black-out / All Clear (Blackout/All Clear) par Connie Willis
  - Prix Locus du meilleur roman de fantasy : Kraken (Kraken) par China Miéville
  - Prix Locus du meilleur roman pour jeunes adultes : Ferrailleurs des mers (Ship Breaker) par Paolo Bacigalupi
  - Prix Locus du meilleur premier roman : Les Cent Mille Royaumes (The Hundred Thousand Kingdoms) par N. K. Jemisin
  - Prix Locus du meilleur roman court : Le Cycle de vie des objets logiciels (The Lifecycle of Software Objects) par Ted Chiang
  - Prix Locus de la meilleure nouvelle longue : « La vérité est une caverne dans les montagnes noires... » (The Truth Is a Cave in the Black Mountains) par Neil Gaiman
  - Prix Locus de la meilleure nouvelle courte : Le Problème avec Cassandra (The Thing About Cassandra) par Neil Gaiman
  - Prix Locus du meilleur recueil de nouvelles : Fritz Leiber: Selected Stories par Fritz Leiber
- Prix Nebula :
  - Prix Nebula du meilleur roman : Morwenna (Among Others) par Jo Walton
  - Prix Nebula du meilleur roman court : Un pont sur la brume (The Man Who Bridged the Mist) par Kij Johnson
  - Prix Nebula de la meilleure nouvelle longue : Ce que nous avons trouvé (What We Found) par Geoff Ryman
  - Prix Nebula de la meilleure nouvelle courte : La Ménagerie de papier (The Paper Menagerie) par Ken Liu
- Prix Pulitzer :
  - Catégorie « Fiction » : Jennifer Egan pour A Visit From the Goon Squad (Qu'avons-nous fait de nos rêves ?)
  - Catégorie « Biographie et Autobiographie » : Ron Chernow pour Washington: A Life
  - Catégorie « Essai » :  Siddhartha Mukherjee pour Emperor of All Maladies: A Biography of Cancer
  - Catégorie « Histoire » : Eric Foner pour The Fiery Trial: Abraham Lincoln and American Slavery 
  - Catégorie « Poésie » : Kay Ryan pour The Best of It: New and Selected Poems
  - Catégorie « Théâtre » : Bruce Norris pour Clybourne Park

## Finlande
- Prix Väinö Linna : Kirsi Kunnas
- Prix Eeva-Liisa-Manner : Pekka Kejonen

## France
- Prix Goncourt : L'Art français de la guerre de Alexis Jenni[2]
  - Prix Goncourt du premier roman : Le Fils de Michel Rostain
  - Prix Goncourt des lycéens : Du domaine des Murmures de Carole Martinez
  - Prix Goncourt de la nouvelle : Tout passe de Bernard Comment
  - Prix Goncourt de la poésie : Vénus Khoury-Ghata
  - Prix Goncourt de la biographie : Malaparte, vies et légendes de Maurizio Serra
- Prix Médicis : Ce qu'aimer veut dire de Mathieu Lindon
  - Prix Médicis étranger : Une femme fuyant l'annonce de David Grossman
  - Prix Médicis essai : Dans les forêts de Sibérie de Sylvain Tesson
- Prix Femina : Jayne Mansfield 1967 de Simon Liberati
  - Prix Femina étranger : Dire son nom de Francisco Goldman
  - Prix Femina essai : L'Homme qui se prenait pour Napoléon : Pour une histoire politique de la folie de Laure Murat
- Prix Renaudot : Limonov de Emmanuel Carrère
  - Prix Renaudot essai : Fontenoy ne reviendra plus de Gérard Guégan
- Prix Interallié : Tout, tout de suite de Morgan Sportès
- Grand prix de littérature de l'Académie française : Jean-Bertrand Pontalis
- Grand prix du roman de l'Académie française : Retour à Killybegs de Sorj Chalandon
- Grand prix de la francophonie : Abdellatif Laâbi
- Prix de la BnF : Patrick Modiano pour l'ensemble de son œuvre
- Prix des Deux Magots : Fruits et Légumes d'Anthony Palou
- Prix de Flore : Du temps qu'on existait de Marien Defalvard
- Prix France Culture-Télérama : Tu verras de Nicolas Fargues
- Prix du Livre Inter et Prix Alexandre-Vialatte : Que font les rennes après Noël ? d'Olivia Rosenthal
- Grand prix RTL-Lire : La Fortune de Sila de Fabrice Humbert
- Prix Boccace : Les Petits de Frédérique Clémençon
- Prix Jean-Monnet de littérature européenne du département de la Charente : Sylvie Germain
- Prix Décembre : Gaston et Gustave de Olivier Frébourg et Le Dépaysement. Voyages en France de Jean-Christophe Bailly
- Prix Wepler : Les Découvertes, d’Éric Laurrent
- Prix du premier roman : Du temps qu'on existait de Marien Defalvard
- Prix du Quai des Orfèvres : Du bois pour les cercueils de Claude Ragon
- Grand prix des lectrices de Elle : La Couleur des sentiments de Kathryn Stockett
- Grand prix de l'Imaginaire « Roman » : May le Monde de Michel Jeury
- Grand prix de l'Imaginaire « Roman étranger» : Le Fleuve des dieux de Ian McDonald
- Grand prix de l'Imaginaire « Nouvelle » : Rempart de Laurent Genefort,
- Grand prix de l'Imaginaire « Nouvelle étrangère » : Sous des cieux étrangers (recueil) de Lucius Shepard
- Grand prix de poésie de la SGDL : Vers le silence de Max Pons (La Barbacane)
- Prix international de poésie francophone Yvan Goll : Comme un morceau de nuit, découpé dans son étoffe de Déborah Heissler
- Prix des Libraires : Les Trois Saisons de la rage de Victor Cohen Hadria
- Prix du roman Fnac : Rien ne s'oppose à la nuit de Delphine de Vigan
- Prix Rosny aîné « Roman » : Les Pilleurs d'âmes de Laurent Whale
- Prix Rosny aîné « Nouvelle » : Suivre à travers le bleu cet éclair puis cette ombre de Timothée Rey
- Prix Hugues-Capet : Philippe V, roi d'Espagne de Suzanne Varga
- Prix de l'Académie française Maurice-Genevoix : Le Ciel et la Carte d'Alain Borer
- Prix Russophonie ex æquo : Luba Jurgenson pour sa traduction de Apologie de Pluchkine (De la dimension humaine des choses) de Vladimir Toporov (Éditions Verdier)  (ISBN 978-2-8643-2589-5) et Julie Bouvard pour sa traduction de Le Syndrome de Fritz, de Dmitri Bortnikov, (Noir sur blanc)
- Prix Octave-Mirbeau : Les Taiseux de Jean-Louis Ezine
- Prix Fénéon : En règle avec la nuit de Justine Augier
- Prix du roman populiste : Assommons les pauvres de Shumona Sinha
- Prix mondial Cino-Del-Duca : non décerné
- Prix littéraire des grandes écoles : Retrait du marché de Clément Caliari
- Prix Orange du Livre : David Thomas pour Un silence de clairière

## Italie
- Prix Strega : Edoardo Nesi, Storia della mia gente, (éd. Bompiani)
- Prix Bagutta : Andrea Bajani Ogni promessa (Einaudi)
- Prix Bancarella : Mauro Corona, La fine del mondo storto
- Prix Campiello : Andrea Molesini, Non tutti i bastardi sono di Vienna
- Prix Flaiano :
  - Fiction : Margaret Mazzantini pour Nessuno si salva da solo, Aurelio Picca pour Se la fortuna è nostra et Sandro Veronesi pour XY
  - Poésie : ?
- Prix Napoli : Ruggero Cappuccio, Fuoco su Napoli (Feltrinelli) ; Nadia Fusini, Di vita si muore (Mondadori) ; Helena Janeczek, Le rondini di Montecassino (Guanda)
- Prix Raymond-Chandler : Pétros Márkaris et Andrea Camilleri
- Prix Scerbanenco : Gianni Biondillo pour Le Matériel du tueur (I materiali del killer) (Guanda)
- Prix Stresa : Bruno Arpaia, L'energia del vuoto (Guanda)
- Prix Viareggio :
  - Roman : Alessandro Mari, Troppa umana speranza (Feltrinelli)
  - Essai : Mario Lavagetto, Quel Marcel! Frammenti dalla biografia di Proust (Einaudi)
  - Poésie : Gian Mario Villalta, Vanità della mente (Mondadori)

## Monaco
- Prix Prince-Pierre-de-Monaco : Pierre Assouline

## Royaume-Uni
- Prix Booker : Julian Barnes pour The Sense of an Ending (Une fille, qui danse)
- Prix James Tait Black :
  - Fiction : Padgett Powell[3] pour You and Me
  - Biographie : Fiona MacCarthy pour The Last Pre-Raphaelite: Edward Burne-Jones and the Victorian Imagination[4]
- Orange Prize for Fiction : Téa Obreht pour The Tiger's Wife (La Femme du tigre)[5]
- Médaille Carnegie : Patrick Ness pour Le Chaos en marche, III : La Guerre du Bruit
- Prix Rose-Mary-Crawshay : Fiona Stafford (en) pour Local Attachments: The Province of Poetry
- Prix Somerset-Maugham : Mirian Gamble pour The Squirrels Are Dead, Alexandra Harris pour Romantic Moderns, Adam O’Riordan pour In the Flesh,

## Russie
- Prix Bolchaïa Kniga : Mikhaïl Chichkine, pour Pis'movnik (Письмовник), traduit en français par Nicolas Véron aux Éditions Noir sur Blanc sous le titre Deux heures moins dix -  (ISBN 978-2-88250-264-3)
- Prix Booker russe : Alexandre Tchoudakov, pour La brume se couche sur les vieilles marches..

## Suisse
- Prix Alpha : Noëlle Revaz pour Efina
- Prix Jan Michalski de littérature : György Dragomán (Roumanie) pour son roman Le Roi blanc (Gallimard)
- Prix Michel Dentan, co-lauréats :
  - Alexandre Friederich pour Ogrorog (éditions des sauvages)
  - Douna Loup pour L'Embrasure (Mercure de France)
- Prix du roman des Romands : Philippe Testa pour Sonny (Navarino)
- Prix Schiller : Thomas Sandoz pour Même en terre (D'autre part)
- Prix Ahmadou-Kourouma : Emmanuel Dongala, pour Photo de groupe au bord du fleuve (Actes Sud)